# Helmut Bellingrodt
Pour les articles homonymes, voir Bellingrodt.
Helmut Ernesto Bellingrodt Wolf, né le 10 juillet 1949 à Barranquilla, est un tireur sportif colombien.

## Biographie
Helmut Billingrodt est le fils d'un père colombien et d'une mère allemande. Il a deux frères et une sœur. Il commence le tir sportif en 1959 et dispute sa première compétition internationale dix ans plus tard.
Aux Jeux olympiques d'été de 1972 à Munich, Helmut Bellingrodt remporte, derrière Yakiv Zheleznyak, la médaille d'argent en cible mobile à 50 mètres, devenant ainsi le premier médaillé olympique de l'histoire de la Colombie. Double médaillé de bronze aux Mondiaux de 1973, il est sacré champion du monde de tir 1974 et est nommé sportif colombien de l'année.
Vice-champion du monde en 1975, il termine sixième de l'épreuve de cible mobile des Jeux olympiques d'été de 1976 se tenant à Montréal. En 1978, il remporte la médaille d'or aux Jeux d'Amérique centrale et des Caraïbes et remporte un nouveau titre mondial en 1978, cette fois-ci par équipe avec ses frères Hanspeter et Horst. Médaillé de bronze par équipes aux Mondiaux de 1979 et médaillé d'or aux Jeux panaméricains de 1983, il est médaillé d'argent en 1984 aux Jeux olympiques de Los Angeles.